# Anarchokapitalizmus
Az anarchokapitalizmus egy, a klasszikus liberalizmusban gyökerező politikai filozófia, ami szerint egy szabad társadalom megszerveződhet a magántulajdonosi piacgazdaság működési elvei szerint. Két fő irányzata Murray N. Rothbard természetjogi és David D. Friedman haszonelvű anarchokapitalista eszmerendszere. Előbbi eszmei alapjait Rothbard a "The Ethics of Liberty" című értekezésében, utóbbit Friedman a "The Machinery of Freedom" című dolgozatában fektette le.
Az anarchokapitalizmus mindkét irányzatának alapeszméje, hogy az egyén saját személyében és javaiban fennálló magántulajdonának érinthetetlensége tekintendő a társadalmi rend alapjának, s minden támadás az önrendelkezés vagy magántulajdon ellen erkölcsileg elfogadhatatlan és jogilag megengedhetetlen. Az anarchokapitalisták meggyőződése szerint az állam puszta fennállása sérti az élet-, a vagyon- és a jogbiztonságot, amit nála hatékonyabban tudnának szavatolni a polgárok magántársulásai és a háborítatlan piacon szabadon versengő biztonságvédelemmel és vitarendezéssel foglalkozó, nyereségorientált gazdálkodó szervezetek.